# Stockton Heath
Stockton Heath est une paroisse civile et un village du Cheshire, en Angleterre.